# Schrödinger-kráter
A Schrödinger-kráter egy hatalmas becsapódási kráter, ami a Hold (Földről nézve) túlsó oldalán fekszik, nevét Erwin Schrödinger osztrák fizikusról kapta.

## Közeli kráterek
Megállapodás szerint úgy jelzik ezeket a képződményeket a holdi térképeken, hogy a kráter középpontjának arra az oldalára helyezik el a betűt, amely legközelebb található a Schrödinger-kráterhez.
| Suess | Szélesség    | Hosszúság     | Átmérő |
| ----- | ------------ | ------------- | ------ |
| B     | é. sz. 68,4° | ny. h. 141,3° | 25 km  |
| G     | é. sz. 75,4° | ny. h. 137,2° | 8 km   |
| J     | é. sz. 78,4° | ny. h. 154,6° | 16 km  |
| W     | é. sz. 68,5° | ny. h. 115,6° | 12 km  |